# Poikilospermum oblanceolatum
Poikilospermum oblanceolatum är en nässelväxtart som först beskrevs av Henry Nicholas Ridley, och fick sitt nu gällande namn av Elmer Drew Merrill. Poikilospermum oblanceolatum ingår i släktet Poikilospermum och familjen nässelväxter. Inga underarter finns listade i Catalogue of Life.